# 奄美クドア症
奄美クドア症（kudoosis amammi）とは奄美クドア（Kudoa amamiensis）感染を原因とするスズメダイ科の感染症。筋肉内に多数の粒状物が形成され、商品価値を損なう。奄美クドアの種小名の由来は奄美大島で初めて確認されたことによる。